# 日本国憲法第95条
日本国憲法 第95条（にほんこく（にっぽんこく）けんぽう だい95じょう）は、日本国憲法の第8章にあり、特別法の住民投票について規定している。

## 条文
日本国憲法、e-Gov法令検索。

第九十五条一の地方公共団体のみに適用される特別法は、法律の定めるところにより、その地方公共団体の住民の投票においてその過半数の同意を得なければ、国会は、これを制定することができない。

## 沿革

### 大日本帝国憲法
なし

### 憲法改正要綱
なし

### GHQ草案
「GHQ草案」、国立国会図書館「日本国憲法の誕生」。

#### 日本語
第八十八条国会ハ一般法律ノ適用セラレ得ル首都地方、市又ハ町ニ適用セラルヘキ地方的又ハ特別ノ法律ヲ通過スヘカラス但シ右社会ノ選挙民ノ大多数ノ受諾ヲ条件トスルトキハ此ノ限ニ在ラス

#### 英語
Article LXXXVIII.The Diet shall pass no loca or special act applicable to a metropolitan area, city or town where a general act can be made applicable, unless it be made subject to the acceptance of a majority of the electorate of such community.

### 憲法改正草案要綱
「憲法改正草案要綱」、国立国会図書館「日本国憲法の誕生」。

第九十一一ノ公共団体ニノミ適用アル特別法ハ法律ノ定ムル所ニ依リ当該地方公共団体ノ住民多数ノ承認ヲ得ルニ非ザレバ国会之ヲ制定スルコトヲ得ザルコト

### 憲法改正草案
「憲法改正草案」、国立国会図書館「日本国憲法の誕生」。

第九十一条一の地方公共団体のみに適用される特別法は、法律の定めるところにより、その地方公共団体の住民の投票においてその過半数の同意を得なければ、国会は、これを制定することができない。

## 解説
この条文は、国が特定の地方公共団体に対し、不利益を課すような法律を安易に制定することを防止するために規定されている。投票・制定の実例も存在する。
- 地方公共団体のみに適用される特別法
地方自治特別法:特別法の実例は住民投票の項目参照。
- 法律の定める
国会法第67条
地方自治法第261条

## 関連条文
- 国会法
- 地方自治法
- 広島平和記念都市建設法 同条文が初適用されて施行された法律